# Leucochrysa (Leucochrysa) negata
Leucochrysa (Leucochrysa) negata is een insect uit de familie van de gaasvliegen (Chrysopidae), die tot de orde netvleugeligen (Neuroptera) behoort. 
Leucochrysa (Leucochrysa) negata is voor het eerst wetenschappelijk beschreven door Navás in 1913.